# Ectatosticta wenshu
Espèce
Ectatosticta wenshu est une espèce d'araignées aranéomorphes de la famille des Hypochilidae.

## Distribution
Cette espèce est endémique de Chine. Elle se rencontre dans le Sud du Gansu et dans le Nord du Sichuan.

## Description
Le mâle holotype mesure 9,22 mm et la femelle paratype 11,24 mm.

## Étymologie
Cette espèce est nommée en l'honneur de Wenshu, personnage de La Pérégrination vers l'Ouest.

## Publication originale
- Li, Yan, Lin, Li & Che, 2021 : « Challenging Wallacean and Linnean shortfalls: Ectatosticta spiders (Araneae, Hypochilidae) from China. » Zoological Research, vol. 42, no 6, p. 791-794 & I-XXXIII.